# Gargaropsis wilburi
Gargaropsis wilburi är en insektsart som beskrevs av Blocker 1975. Gargaropsis wilburi ingår i släktet Gargaropsis och familjen dvärgstritar. Inga underarter finns listade i Catalogue of Life.